# Jérôme Desjardins
Pour les articles homonymes, voir Desjardins.
Jérôme Desjardins (né le 15 novembre 1975 à Corbie) est un coureur cycliste français, professionnel en 2000 et en 2001.

## Biographie
En 2000, Jérôme Desjardins se distingue en remportant le Circuit des Ardennes, sous les couleurs du VC Rouen 76. Il passe ensuite professionnel en été dans l'équipe Saint-Quentin-Oktos,.
En 2001, il termine huitième d'À travers le Morbihan, manche de la Coupe de France. Non conservé par son équipe en fin de saison, il retourne chez les amateurs au CC Nogent-sur-Oise,, avant de mettre un terme à sa carrière.

## Palmarès
- 1998
  - 2e du Grand Prix de Luneray
- 1999
  - 2e de la Ronde du Canigou
- 2000
  - Classement général du Circuit des Ardennes
  - 2e du Grand Prix de Lillers
  - 3e de Bordeaux-Saintes